# Орден Идриса I
Орден Идриса I (араб. نيشان الادريس‎) — ливийская награда, созданная в 1947 году.

## История
Орден основан в 1947 году Идрисом I, бывшим тогда эмиром Киренаики. После провозглашения его монархом Ливии в 1951, орден стал первым из государственных наград Ливии. Вручался только монархам и правителям иностранных государств в знак дружбы. После падения монархии в 1969 году сохранился как династический орден дома Сануситов.

## Степени
Орден делится на 2 класса:
- Большая цепь: предназначена для монархов и глав государств;
- Большая лента: предназначен для супругов глав государств, принцев и принцесс и членов королевских семей.

## Известные награждённые
- Константин II, король эллинов;
- Елизавета II, королева Соединенного Королевства;
- Фарук I, король Египта;
- Хайле Селассие I, император Эфиопии.